# الطرق الرومانية في المغرب

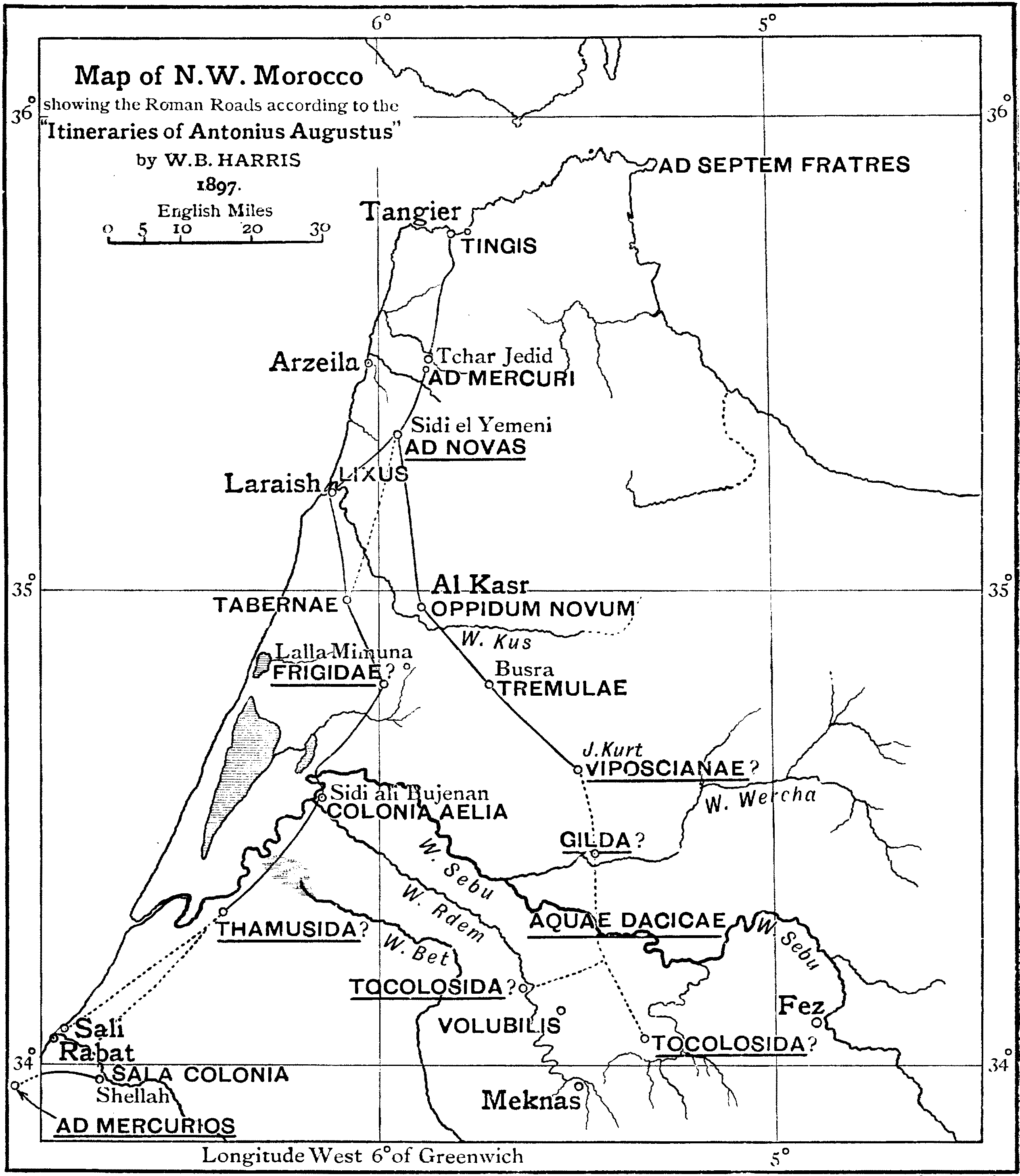
إعادة بناء الطرق الرومانية في أواخر القرن التاسع عشر في المغرب. Thamusida = Colonia Iulia Campestris Babba، Aelia = سيدي علي بوجنون ، Arzeila = زليل (للحصول على خريطة أحدث، انظر أسفل الروابط الخارجية)

الطرق الرومانية في المغرب تطلق على الطرق في أفريقيا الشمال غربية والتي تعود للحقبة الرومانية.

## المميزات
في العام 42 ميلادي أعيد تنظيم الجزء الغربي من مملكة موريتانيا كمقاطعة رومانية وأصبحت موريتانيا الطنجية، و في عهد الإمبراطور كلوديوس تم تحسين البنية التحتية.
إحدى الطرق يسير في الاتجاه الجنوبي من طنجة إلى أصيلة حيت ينقسم في أصيلة إلى قسمين.
بينما يتبع طريق أخر الساحل الأطلنطي من خلال يوليا كونستانتيا زليل (أصيلة)، وليكسوس (العرائش) وشالة (بالقرب من الرباط).
الآخير يتجه، إلى الشرق، لينتهي في تاكولسيدا، بالقرب من مدينة وليلي وفاس الحديثة.
هناك احتمال أيضاً أن الرومان بنوا طريقً باتجاه الجنوب، من سالا كولونيا (شالة) إلى منطقة الدار البيضاء الحديثة. حيت أنه، في منطقة الدار البيضاء كان هناك ميناء صغير أستخدمه الفينيقيون ولاحقًا الرومان منذ 15 قبل الميلاد.  و قد تم استخدام هذا الميناء للبعثات الرومانية نحو جزر الكناري.
كان هناك طريق مهم آخر يربط طنجة بالنوميديا (غرب الجزائر الحديثة). يمر عبر تمودة ومغنية. 

الطرق الرومانية الرئيسية في شمال غرب أفريقيا

## طرق الاستيطان

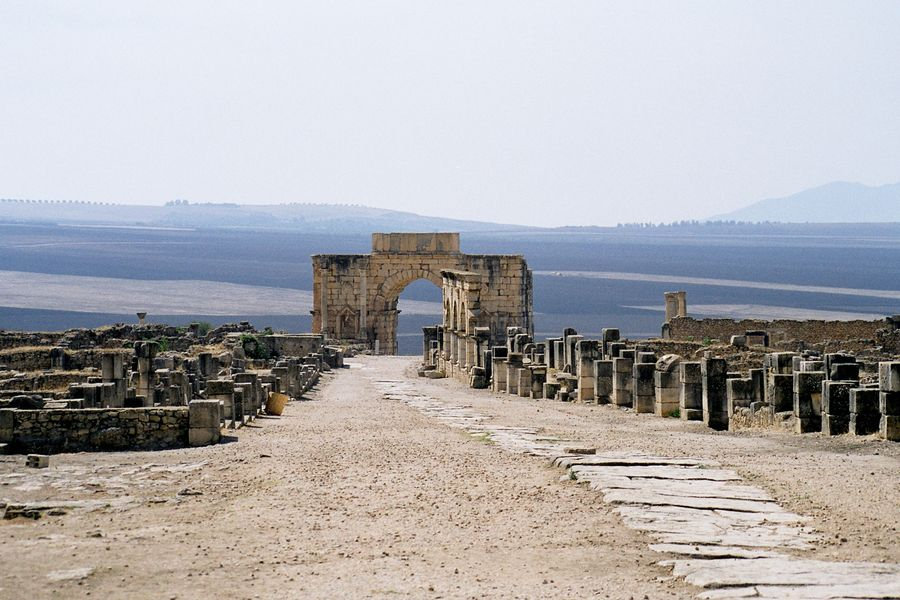
الطريق الروماني في فولوبيليس (وليلي)

تجدر الإشارة إلى أنه في المغرب القديم كانت هناك طرق مهمة داخل بعض المستوطنات الرومانية نفسها.
على سبيل المثال، تم العثور على طرق واسعة مرصوفة بالحجارة المصقولة الكبيرة في مدينتي وليلي وسالا كولونيا .

## المصادر

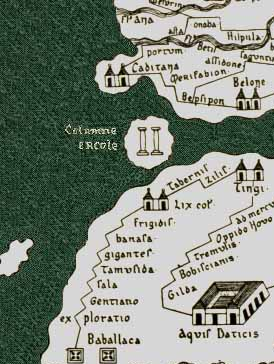
الطرق الرومانية في المغرب في خريطة بوتنجر

## روابط خارجية
- ديبلوماتي فرنسا (خريطة محدثة) Les voies antiques du Maroc d'après l'Itinéraire Antonin (تم استرجاعه في 17 نوفمبر 2012)
- موريتانيا تنغيتانا (بالإسبانية)